# Воля Матіяшова
Воля Матіяшова (пол. Wola Matiaszowa) — село в Польщі, у гміні Солина Ліського повіту Підкарпатського воєводства, на порубіжжі Лемківщини та Бойківщини. Населення — 181 особа (2011).

## Назва
У 1977-1981 рр. в ході кампанії ліквідації українських назв село називалося Воля.

## Історія
Довго було присілком с. Березки, яке розташовано за 2 км.
У 1567 р. в селі документуються млин і корчма.
На 1785 село мало у володінні 5,5 км² земельних угідь, мешканці — 80 греко-католиків, 16 римо-католиків.
Кількість греко-католиків: 1840 — 263 особи, 1879 — 260, 1899 — 300, 1936 — 300.
У 1893 р. в селі було 39 будинки і 262 жителі, з них 189 греко-католиків, 53 римо-католики і 20 юдеїв.
На 01.01.1939 у селі було 430 жителів (400 українців-грекокатоликів, 15 українців-римокатоликів і 15 євреїв). Село належало до Ліського повіту Львівського воєводства.
Протягом 1944-1947 років польськими злочинцями-шовіністами деяких мешканців було вбито. Мешканців намагалися примусово виселити  до СРСР, але більшості вдалося цього уникнути, крім родин Василя Вархоли і Липки Івана. Але згодом більшість мешканців (49 родин — 252 особи) було насильно переселено в 1947 р. в рамках операції "Вісла" на понімецькі землі. В селі залишилось лише 6 родин (23 особи), 7 осіб вивезено до концтабору в Явожно.
В 1950-х рр. в село повернулося 5 родин (20 осіб).
У 1975-1998 роках село належало до Кросненського воєводства.

## Демографія
Демографічна структура станом на 31 березня 2011 року:
|          | Загалом | Допрацездатний вік | Працездатний вік | Постпрацездатний вік |
| -------- | ------- | ------------------ | ---------------- | -------------------- |
| Чоловіки | 92      | 18                 | 61               | 13                   |
| Жінки    | 89      | 23                 | 51               | 15                   |
| Разом    | 181     | 41                 | 112              | 28                   |

## Церква
До 1836 р. жителі села відвідували греко-католицьку церкву сусіднього с. Жерниця Вижня Затварницького деканату, а далі — с. Береска Балигородського деканату Перемиської єпархії. Перша мурована церква св. Великомученика Георгія була побудована в 1908 р. і належала до парафії Береска.

## Вояки УПА
Вони боролись за волю і честь свого народу — в УПА воювали наступні жителі Волі Матіяшової: 
- Михайло Дмитрович Біланич «Зайчик» (*22.06.1922-†13.04.1945) — був закопаний живцем польськими бандитами-міліціянтами з с. Гічви,
- Юрій Іванович Біланич «Крук» (*1921) — командир адміністративної боївки,
- Василь Іванович Біланич (*04.1927-†1946),
- Володимир Іванович Біланич «Кузьменко» (*1928-†2001),
- Біланич «Верховина», «Мирний» (*01.11.1922-†2005) — провідник куща,
- Володимир Іванович Ванцовят «Вивірка» (*1923-†28.02.1948),
- Михайло Васильович Вархола (*1924),
- Юрій Онуфрійович Кравців «Лев» (*1921-†1988) — провідник куща,
- Василь Онуфрійович Кравців «Лісовий» (*1911-†1997) — розвідник,
- Юрій Павлович Лесик «Зайчик» (*1926-†1948) — закатований польськими шовіністами,
- Дмитро Юрійович Мадей «Грива» (*1927-11.07.1947) — провідник куща,
- Дмитро Дмитрович Попович «Береза» (*1912-†1991) — зброяр,
- Володимир Васильович Попович «Дубовий» (*1921-†07.01.1947) — командир боївки,
- Іван Юрійович Сербин «Кріль», «Ворон» (*1921-†17.04.1945) — заступник командира боївки,
- Осип Смоляк «Великий» (*18.08.1914-10.03.1984) — солтис села і стрілець УПА,
- Славко Тимофійович Середоха «Борис» (*1914-†1947) — провідник району,
- Ярослав Петрович Фіра «Вістун», «Відважний» (*1927-†22.01.1946),
- Микола Фриз «Вернигора» (*12.1914-26.02.1969) — референт пропаганди надрайону «Бескид»,
- Василь Шафран «Калина» (*1924).

## Відомі люди
- Ярослав Грицковян (*24.04.1931) — доктор філософії (1977), народився в с. Воля Матіяшова, закінчив студії філологічного факультету Краківського університету (1954-59), працював в Кошалінському педагогічному інституті, автор численних наукових праць з української літератури, підручників для українських шкіл, монументального видання "Бібліографія польських перекладів і літературознавчої україніки (1945-1985)", ініціатор заснування і багаторічний керівник Українського вчительського товариства, автор книги з історії сіл Березка та Воля Матіяшова.
- Богдан Грицковян (*1934) — нар. у Волі Матіяшовій, актор театру "Тенча" у Слупську, один із засновників Українського суспільно-культурного товариства (1956).
- Марія Смоляк-Леськів (*1943) — нар. у Волі Матіяшовій, вчителька в Інську, з 1996 — радна м. Інсько, очолює суспільно-культурну комісію, кандидат в посли до Сейму від українського населення Щецінського воєводства.